# Epicypta baishanzuensis
Epicypta baishanzuensis är en tvåvingeart som beskrevs av Wu 1995. Epicypta baishanzuensis ingår i släktet Epicypta och familjen svampmyggor.
Artens utbredningsområde är Zhejiang (Kina). Inga underarter finns listade i Catalogue of Life.